# 100 Code
100 Code (även The Hundred Code) är en svensk-tysk kriminalserie från 2015 med Michael Nyqvist i huvudrollen. Skaparen till serien är Bobby Moresco och bland regissörerna märks Lisa James-Larsson, Robert Moresco, Andreas Öhman och Jonathan Sjöberg.
Serien hade premiär den 6 mars 2015 på HBO Nordic. Från den 10 september 2015 visades den första säsongen på Kanal 5.

## Rollista i urval
- Michael Nyqvist – Mikael Eklund
- Dominic Monaghan – Tommy Conley
- Félice Jankell – Hanna Eklund
- Charlotta Jonsson – Karin Hammar
- Danilo Bejarano – Björn Johnsson
- Cecilia Häll - Ebba
- Kristoffer Berglund – Phille
- Peter Eggers – Göran
- Hedda Stiernstedt – Josephine
- Roisin Murphy – Maggie
- Christian Svensson – Andrej